# تورزا ویلکا، شهرستان مووا
تورزا ویلکا، شهرستان مووا (به لاتین: Turza Wielka, Mława County) یک منطقهٔ مسکونی در لهستان است که در Gmina Lipowiec Kościelny واقع شده‌است.